# Dobbeltmordet på Peter Bangs Vej
Dobbeltmordet på Peter Bangs Vej er den populære betegnelse for drabet på kontorchef Vilhelm Jacobsen (født 26. december 1893) og dennes hustru Inger Margrethe Jacobsen (født Scheel den  1. juni 1895). Forbrydelsen blev begået 19. februar 1948 i deres lejlighed på Peter Bangs Vej 74, 3. th. på Frederiksberg.
Parret blev bisat på Søndermark Kirkegård, men gravstedet er sløjfet.
Sagen er uopklaret og har altid været omgærdet af myter og spekulationer. Fx at mordet aldrig fandt sted, men i stedet var iscenesat af hemmelige efterretningstjenester.
Dobbeltmordet var temaet for en udstilling på Politimuseet i København 26. maj 2011- 29. februar 2012.

## Ofrene

### Inger Margrethe Jacobsen
Inger Margrethe Jacobsen var hjemmegående husmor og gift med kontorchef i Firma Carl Holten / English House, Vilhelm Jacobsen.
Hun havde mindre at gøre med husholdningen (selv som hjemmegående husmor) end størstedelen af husmødrene på den tid. Hun havde fast hushjælp, som tog sig af rengøringen. Det var forberedelse af måltider og arrangement af middagsselskaber og lignende, som optog hverdagen. Hun gik desuden på visitter hos andre damer og familier.
Hun er beskrevet som en kvik og livlig dame. Jacobsen blandede sig i samtaler, når hun var til stede. Hendes humoristiske sind kunne være lidt vovet efter tidens normer. Hun og ægtemanden Vilhelm fremstod for omverdenen som et par, som både var omsorgsfulde og meget lykkelige.
Der var dem, der mente, at hun var en erotisk kvinde. Hun og Vilhelm fik ingen børn sammen, men nogle mener, at hun fik et barn, før Vilhelm kom ind i billedet. Det er dog aldrig bekræftet.

### Vilhelm Jacobsen
Vilhelm Jacobsen var kontorchef i Firma Carl Holten / English House.
Jacobsen blev betragtet som den diametrale modsætning til sin kone. Hans kolleger og bekendte beskrev ham som meget indesluttet. Der var ingen, som kunne fortælle om hans sympatier under krigen, og han kastede sig generelt ikke ud i dybtgående diskussioner. Han blev beskrevet som fåmælt.
Det vides dog, at han var meget begejstret for at spille på heste, og at han derfor ofte var på travbanen. Det er  antydet, at Jacobsen spillede med ulovlige bookmakere. Han spillede derudover gerne bridge med sine venner og familie. Det var som regel ham, der styrede regnskaberne i spilleklubberne.